# Óláfs saga Tryggvasonar en mesta
Óláfs saga Tryggvasonar en mesta ou A Maior Saga de Olavo Tryggvason é uma das sagas dos reis, uma biografia extensa de Rei Olavo Tryggvason. Composta em cerca de 1300, ela toma Óláfs saga Tryggvasonar em Heimskringla de Snorri Sturluson como sua base, mas expande a narrativa com conteúdo de biografias anteriores do rei por Oddr Snorrason e Gunnlaugr Leifsson assim como material não diretamente relacionado.
A saga está preservada em diversos manuscritos que podem ser divididos em dois grupos; uma redação mais antiga nos manuscritos AM 53 fol., AM 54 fol., AM 61 fol., Bergsbók e Húsafellsbók. O segundo grupo é uma redação mais recente preservada em AM 62 fol. e Flateyjarbók.
A saga incorpora diversos þættir e sagas menores, algumas somente preservadas nesta saga.